# Campeonato de Europa Individual de ajedrez

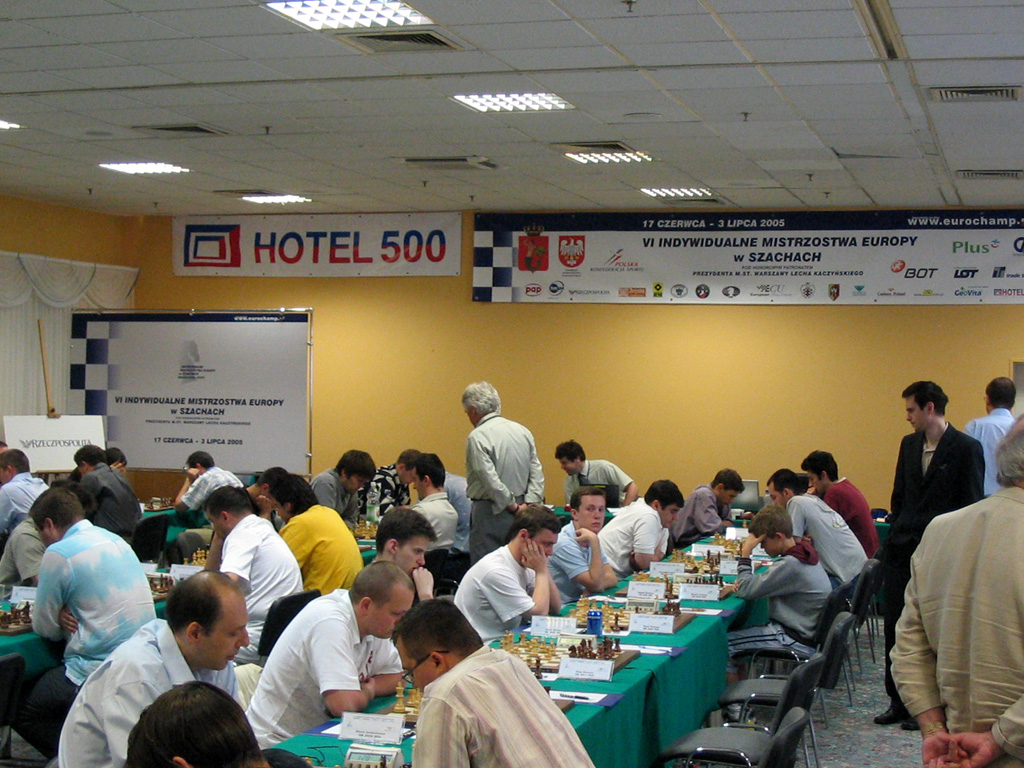
Sala de juego del Europeo de ajedrez en Zegrze, Polonia en 2005.

El Campeonato de Europa Individual de ajedrez es un torneo organizado por la Unión Europea de Ajedrez. Se estableció en el año 2000 y desde entonces se juega una vez al año.
Determina al Campeón de Europa de ajedrez y también los jugadores europeos que se clasifican para el próximo Campeonato del mundo de ajedrez de la FIDE.
El Torneo se juega con el sistema suizo, a un número variable de rondas, según el número de participantes.

## Edición del 2008
Se celebra en Plovdiv, Bulgaria, del 21 de abril al 3 de mayo de 2008.
Es un suizo a 11 rondas, con control de tiempo de 90 minutos para 40 movimientos, más 30 minutos para finalizar la partida y un incremento de 30 segundos por movimiento desde el principio.
Se han inscrito casi de 500 jugadores:
- 331 hombres: Los favoritos son Akopián, Movsesian, Sargissian y Francisco Vallejo Pons.

- 163 mujeres: La favorita es Pia Cramling .

## Edición del 2007
Se celebra en Dresde, Alemania, del 2 al 15 de abril de 2007.
Es un suizo a 11 rondas, con control de tiempo de 90 minutos para 40 movimientos, más 30 minutos para finalizar la partida y un incremento de 30 segundos por movimiento desde el principio.
Se han inscrito cerca de 600 jugadores:
- 403 hombres: El favorito era Yakovenko, finalmente tercer clasificado.

- 150 mujeres: Las favoritas son Nadezhda Kosintseva y Antoaneta Stefanova.

## Ganadores, abierto
| Año  | Lugar                         | Oro                            | Plata                                | Bronce                        | Jugad./rondas |
| 2000 | St.Vincent, Italia            | Pável Tregubov Rusia           | Alekséi Aleksándrov Bielorrusia      | Tomasz Markowski Polonia      | 120 / 11      |
| 2001 | Ohrid, República de Macedonia | Emil Sutovsky Israel           | Ruslán Ponomariov Ucrania            | Zurab Azmaiparashvili Georgia | 203 / 13      |
| 2002 | Batumi, Georgia               | Bartlomiej Macieja Polonia     | Mijaíl Gurévich Bélgica              | Serguéi Vólkov Rusia          | 101 / 13      |
| 2003 | Estambul, Turquía             | Zurab Azmaiparashvili Georgia  | Vladímir Malájov Rusia               | Alexander Graf Alemania       | 207 / 13      |
| 2004 | Antalya, Turquía              | Vasili Ivanchuk Ucrania        | Predrag Nikolić Bosnia y Herzegovina | Levon Aronian Armenia         | 74 / 13       |
| 2005 | Zegrze, Polonia               | Liviu-Dieter Nisipeanu Rumania | Teymur Rəcəbov Azerbaiyán            | Levon Aronian Armenia         | 229 / 13      |
| 2006 | Kuşadası, Turquía             | Zdenko Kozul Croacia           | Vasili Ivanchuk Ucrania              | Kiril Georgiev Bulgaria       | 138 / 11      |
| 2007 | Dresde, Alemania              | Vladislav Tkachiev Francia     | Emil Sutovsky Israel                 | Dmitri Yakovenko Rusia        | 403 / 11      |
| 2008 | Plovdiv, Bulgaria             | Serguéi Tiviakov Países Bajos  | Serguéi Movsesian Eslovaquia         | Serguéi Vólkov Rusia          | 337 / 11      |
| 2009 | Budva, Montenegro             | Evgeny Tomashevsky Rusia       | Vladímir Malájov Rusia               | Baadur Jobava Georgia         | 306 / 11      |
| 2010 | Rijeka, Croacia               | Yan Nepómniashchi Rusia        | Baadur Jobava Georgia                | Artiom Timofeïev Rusia        | 408/ 11       |
| 2011 | Aix-les-Bains, Francia        | Vladímir Potkin Rusia          | Radoslaw Wojtaszek Polonia           | Judit Polgar Hungría          | 393 / 11      |
| 2012 | Plovdiv, Bulgaria             | Dmitri Yakovenko Rusia         | Laurent Fressinet Francia            | Vladímir Malájov Rusia        | 348 / 11      |
| 2013 | Legnica, Polonia              | Oleksandr Moiseenko Ucrania    | Yevgueni Alekséiev Rusia             | Yevgueni Romanov Rusia        | 286 / 11      |
| 2014 | Ereván, Armenia               | Aleksandr Motiliov Rusia       | David Antón Guijarro España          | Vladimir Fedoseev Rusia       | 257 / 11      |
| 2015 | Jerusalén, Israel             | Ievgueni Naier, Rusia          | David Navara, República Checa        | Mateusz Bartel, Polonia       | 250 / 11      |
| 2016 | Gjakova, Kosovo               | Ernesto Inarkiev, Rusia        | Igor Kovalenko, Letonia              | Baadur Jobava, Georgia        | 245 / 11      |
| 2017 | Minsk, Bielorrusia            | Maxim Matlakov, Rusia          | Baadur Jobava, Georgia               | Vladimir Fedoseev, Rusia      | 397 / 11      |
| 2018 | Batumi, Georgia               | Ivan Šarić, Croacia            | Radoslaw Wojtaszek, Polonia          | Sanan Sjugirov, Rusia         | 302 / 11      |
| 2019 | Skopie, Macedonia             | Vladislav Artemiev, Rusia      | Nils Grandelius, Suecia              | Kapper Piorun, Polonia        | 361 / 11      |
| 2021 | Reykiavik, Islandia           | Anton Demchenko, Rusia         | Vincent Keymer, Alemania             | Alexey Sarana, Rusia          | 180 / 11      |
| 2022 | Brežice, Eslovenia            | Matthias Blübaum, Alemania     | Gabriel Sargissian, Armenia          | Ivan Šarić, Croacia           | 317 / 11      |
| 2023 | Vrnjačka Banja, Serbia        | Aleksey Sarana, Rusia          | Kirill Shevchenko, Rumania           | Daniel Dardha, Bélgica        | 484 / 11      |
| 2024 | Petrovac, Montenegro          | Aleksandar Inđic, Serbia       | Daniel Dardha, Bélgica               | Frederik Suane, Alemania      | 388 / 11      |
| 2025 | Eforie, Rumania               | Matthias Blübaum, Alemania     | Frederik Svane, Alemania             | Maxim Rodshtein, Israel       | 375 / 11      |

## Ganadoras, mujeres
| Año  | Lugar                    | Oro                            | Plata                             | Bronce                                               | Jugad./rondas |
| 2000 | Batumi, Georgia          | Natalia Zhukova Ucrania        | Ekaterina Kovalevskaya Rusia      | Maia Chiburdanidze Georgia / Tatiana Stepovaya Rusia | 32 / K.O.     |
| 2001 | Varsovia, Polonia        | Almira Skripchenko Moldavia    | Ekaterina Kovalevskaya Rusia      | Ketevan Arakhamia Georgia                            | 157 / 11      |
| 2002 | Varna, Bulgaria          | Antoaneta Stefanova Bulgaria   | Lilit Mkrtchian Armenia           | Alisa Galliamova Rusia                               | 114 / 11      |
| 2003 | Estambul, Turquía        | Pia Cramling Suecia            | Viktorija Cmilyte Lituania        | Tatiana Kosintseva Rusia                             | 113 / 11      |
| 2004 | Dresde, Alemania         | Alexandra Kosteniuk Rusia      | Zhaoqin Peng Países Bajos         | Antoaneta Stefanova Bulgaria                         | 108 / 12      |
| 2005 | Chisináu, Moldavia       | Kateryna Lahno Ucrania         | Nadezhda Kosintseva Rusia         | Elena Dembo Grecia                                   | 164 / 12      |
| 2006 | Kuşadası, Turquía        | Ekaterina Atalik Turquía       | Tea Bosboom-Lanchava Países Bajos | Lilit Mkrtchian Armenia                              | 96 / 11       |
| 2007 | Dresde, Alemania         | Tatiana Kosintseva Rusia 10/11 | Antoaneta Stefanova Bulgaria 8/11 | Nadezhda Kosintseva Rusia 8/11                       | 150 / 11      |
| 2008 | Plovdiv, Bulgaria        | Kateryna Lahno Ucrania         | Viktorija Cmilyte Lituania        | Anna Ushenina Ucrania                                | 159 / 11      |
| 2009 | San Petersburgo, Rusia   | Tatiana Kosintseva Rusia       | Lilit Mkrtchian Armenia           | Natalia Pogonina Rusia                               | 168 / 11      |
| 2010 | Rijeka, Croacia          | Pia Cramling Suecia            | Viktorija Čmilytė Lituania        | Monika Soćko Polonia                                 | 158 / 11      |
| 2011 | Tiflis, Georgia          | Viktorija Čmilytė Lituania     | Antoaneta Stefanova Bulgaria      | Elina Danielian Armenia                              | 130/ 11       |
| 2012 | Gaziantep, Turquía       | Valentina Gunina Rusia         | Tatiana Kossíntseva Rusia         | Anna Muzychuk Eslovenia                              | 103 / 11      |
| 2013 | Belgrado, Serbia         | Hoang Thanh Trang Hungría      | Salome Melia Georgia              | Lilit Mkrtchian Armenia                              | 169 / 11      |
| 2014 | Plovdiv, Bulgaria        | Valentina Gunina Rusia         | Tatiana Kossíntseva Rusia         | Salome Melia Georgia                                 | 116 / 11      |
| 2015 | Chakvi, Georgia          | Natalia Zhukova Ucrania        | Nino Batsiashvili Georgia         | Alina Kashlinskaya Rusia                             | 98 / 11       |
| 2016 | Mamaia, Rumania          | Anna Ushenina, Ucrania         | Sabina Vega, España               | Antoaneta Stefanova, Bulgaria                        | 112 / 11      |
| 2017 | Riga, Letonia            | Nana Dzagnidze, Georgia        | Aleksandra Goryachkina, Rusia     | Alisa Galliamova, Rusia                              | 144 / 11      |
| 2018 | Vysoké Tatry, Eslovaquia | Valentina Gunina, Rusia        | Nana Dzagnidze, Georgia           | Anna Ushenina, Ucrania                               | 144 / 11      |
| 2019 | Antalya, Turquía         | Alina Kashlinskaya, Rusia      | Marie Sebag, Francia              | Elisabeth Pähtz, Alemania                            | 130 / 11      |
| 2021 | Iasi, Rumania            | Elina Danielian, Armenia       | Yuliia Osmak, Ucrania             | Oliwia Kiolbasa, Polonia                             | 117 / 11      |
| 2022 | Praga, Chequia           | Monika Soćko, Polonia          | Gunay Mammadzada, Azerbaiyán      | Ulviyya Fataliyeva, Azerbaiyán                       | 123 / 11      |
| 2023 | Petrovac, Montenegro     | Meri Arabidze, Georgia         | Oliwia Kiolbasa, Polonia          | Aleksandra Maltsevskaya, Polonia                     | 136 / 11      |
| 2024 | Rhodes, Grecia           | Ulviyya Fataliyeva, Azerbaiyán | Nataliya Buksa, Ucrania           | Lela Javakhisvili, Georgia                           | 182 / 10      |
| 2025 | Rhodes, Grecia           | Teodora Injac, Serbia          | Irina Bulmaga, Rumania            | Mai Narva, Estonia                                   | 136 / 11      |